# Dagmar Becker (Stadtdirektorin)

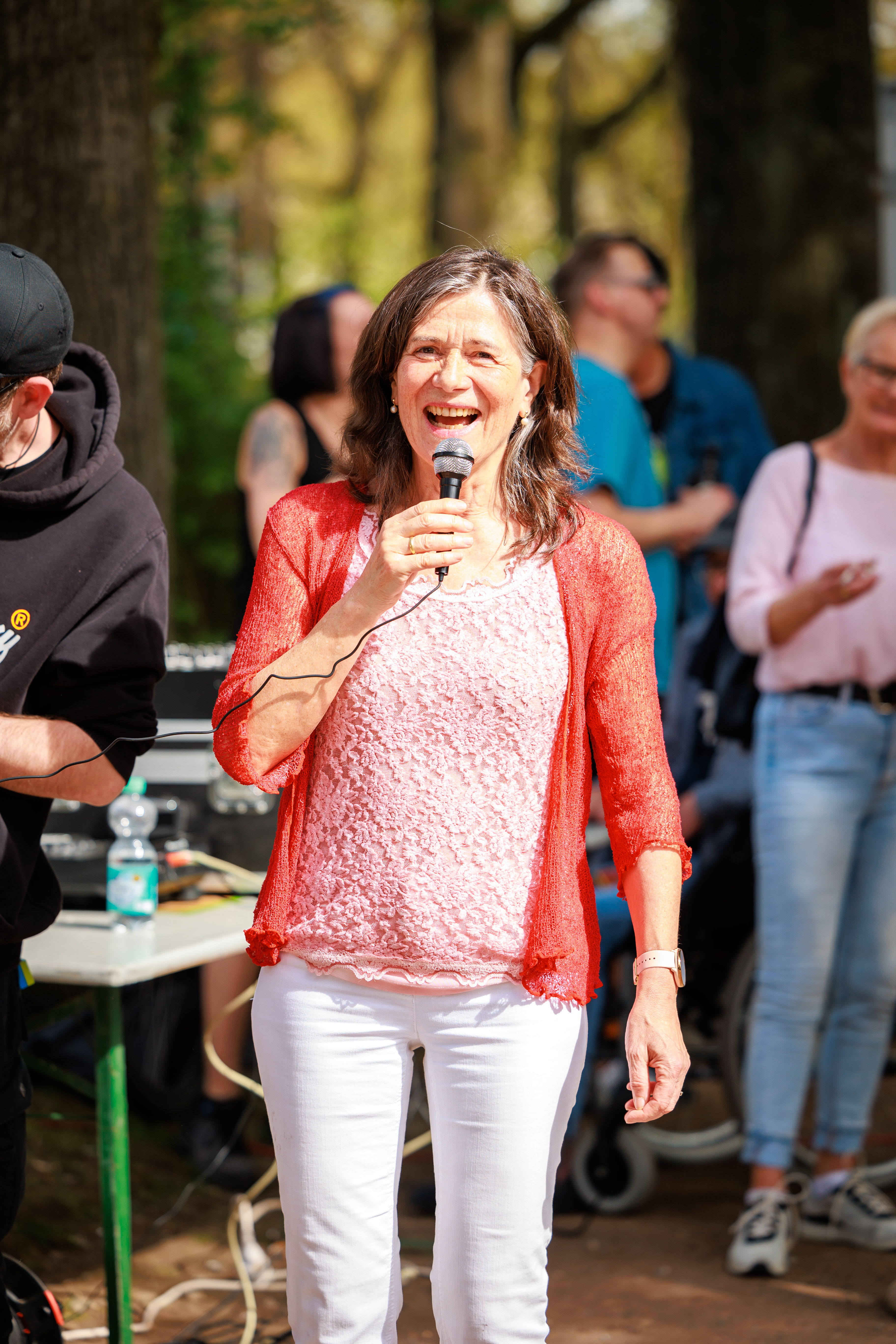
Dagmar Becker bei der Eröffnung eines Skateparks in Solingen Ohligs.

Dagmar Becker (* 25. März 1961 in Solingen) ist eine deutsche Wahlbeamtin und Politikerin (Grüne). Sie ist als Stadtdirektorin in der Klingenstadt Solingen (NRW) Vertreterin von Oberbürgermeister Tim Kurzbach und die einzige Frau im Solinger Verwaltungsvorstand.

## Leben
Dagmar Becker besuchte von 1971 bis 1980 die August-Dicke-Schule in Solingen. Sie studierte Sozialarbeit/Sozialpädagogik in Hildesheim und später Diplom-Pädagogik mit Schwerpunkt Erwachsenenbildung an der Universität Wuppertal. Ab 1986 arbeitete sie in Solingen als Sozialarbeiterin und stellvertretende Heimleiterin im städtischen Kinder- und Jugendheim, anschließend ab 1990 als Mitarbeiterin in der Gleichstellungsstelle, von 1995 bis 2005 als kommunale Gleichstellungsbeauftragte der Stadt Solingen und von 2005 bis 2015 als Fachbereichsleiterin für politische und kulturelle Bildung sowie für Gesundheitsbildung im Zweckverband der Volkshochschulen der Städte Solingen und Wuppertal. Im Jahr 2015 war sie Referentin des Referats Allgemeine Weiterbildung im Ministerium für Schule und Weiterbildung.
Seit 2016 ist Becker Dezernentin für Schule, Jugend, Sport, Integration und Kultur der Klingenstadt Solingen, seit 2022 außerdem Stadtdirektorin und damit Vertreterin des Oberbürgermeisters Tim Kurzbach.
Schwerpunkte ihrer Arbeit als Dezernentin sind unter anderem der Ausbau der Kindertagesstätten in Solingen und die Weiterentwicklung des Theater und Konzerthauses sowie des Klingen- und Kunstmuseums. In ihre Amtszeit fällt außerdem der Neubau des Familienbades Vogelsang und weitreichende Investitionen in die Solinger Schullandschaft.

## Politik und sonstige Mandate
Seit 2007 ist sie Mitglied von Bündnis 90/Die Grünen. Von 2014 bis 2015 war sie Sprecherin des Ortsverbands Köln-Mülheim. Dort engagierte sie sich im Partei-Arbeitskreis „Frauen- und Mädchenpolitik“ und war Mitglied der Personalentwicklungskommission der Kölner Grünen.
Von 1999 bis 2015 war sie Mitglied des Aufsichtsrates des Spar- und Bauvereins Solingen und von 2009 bis 2015 dessen stellvertretende Vorsitzende. Außerdem war sie Vorsitzende des Ausschusses „Planen, Bauen, Nachbarschaft“ des Spar- und Bauvereins.

## Sportliche Erfolge
Dagmar Becker ist seit vielen Jahren Mitglied verschiedener Solinger Schwimmvereine. Bei den deutschen Kurzbahnmeisterschaften im Jahre 2021 in Essen holte Becker Rang sechs in der Altersklasse 60 über 100 Meter Freistil und Rang acht über 50 Meter Freistil. Im Jahr 2022 erreichte sie in den Kategorien „400 Meter Freistil“ und „800 Meter Freistil“ Platz fünf und vier bei der 36. Deutschen Meisterschaft der Masters „Lange Strecken“. Bei den Nordrhein-Westfälische Meisterschaften der Masters vom 12. März 2022 bis 13. März 2022 in Düsseldorf erreichte sie Platz 1 über 400 Meter Freistil in der Altersklasse 60. Auch 2024 gewann sie über diese Distanz die NRW-Schwimmmeisterschaften der Masters. Weiterhin wurde sie NRW-Meisterin über 800 Meter Freistil in der Altersklasse 60.

## Sonstiges
Dagmar Becker ist verheiratet und hat zwei erwachsene Kinder.

## Beteiligungsverantwortungen/Mitgliedschaften
(Quelle: )
- Zweckverbandsvorsitzende der Bergischen Volkshochschule
- Bergische Symphoniker – Orchester der Städte RS und SG GmbH
- Kunstmuseum Solingen Betriebsgesellschaft mbH
- Kunstmuseum Solingen Grundstücksgesellschaft mbH
- Zentrum verfolgte Künste
- Musikschule Solingen gGmbH
- Solinger Bädergesellschaft mbH
- Frauenhaus e.V.
- CSD Solingen e.V.
- Spar- und Bauverein e.G
- SC Solingen e.V
- Nachbarschaftshilfe-Verein Spar- und Bauverein e.G
- Bündnis 90/Die Grünen